# Tepiqueños
Tepiqueños är en ort i Mexiko.   Den ligger i kommunen Compostela och delstaten Nayarit, i den centrala delen av landet, 600 km väster om huvudstaden Mexico City. Tepiqueños ligger 798 meter över havet och antalet invånare är 125.
Terrängen runt Tepiqueños är kuperad åt nordost, men åt sydväst är den bergig. Runt Tepiqueños är det ganska tätbefolkat, med 54 invånare per kvadratkilometer. Närmaste större samhälle är Compostela, 12,0 km sydost om Tepiqueños. I omgivningarna runt Tepiqueños växer huvudsakligen savannskog.